# Dance All Over Me
Dance All Over Me è un singolo del cantante britannico George Ezra, pubblicato il 30 settembre 2022 come terzo estratto dal terzo album in studio Gold Rush Kid.

## Video musicale
Il video musicale, diretto da Charlie Sarsfleld, è stato pubblicato in concomitanza con l'uscita del singolo.

## Classifiche
| Classifica (2022-23) | Posizione massima |
| -------------------- | ----------------- |
| Belgio (Fiandre)     | 7                 |
| Belgio (Vallonia)    | 49                |
| Regno Unito          | 61                |